# Bayleyite
La bayleyite è un minerale.